# Merey Akshalov
Merey Akshalov est un boxeur kazakh né le 8 mai 1988 à Astana.

## Carrière
Sa carrière amateur est marquée par une médaille d'or aux championnats d'Asie d'Amman en 2013 et surtout par un titre de champion du monde à Almaty la même année dans la catégorie super-légers.

## Palmarès

### Championnats du monde
- Médaille d'or en -64 kg en 2013 à Almaty, Kazakhstan

### Jeux asiatiques
- Médaille d'or en -64 kg en 2013 à Amman, Jordanie